# John Madden Football (1988)
John Madden Football is een videospel voor de platforms PC (MS-DOS), Apple II en Commodore 64. Het spel werd uitgebracht in 1988. Het spel is een rugby spel dat is vernoemd naar de Americanfootballspeler John Madden.

## Ontvangst
| Beoordeeld door        | Jaar | Platform     | Score |
| ---------------------- | ---- | ------------ | ----- |
| Svenska Hemdatornytt   | 1990 | Commodore 64 | 67%   |
| All Game Guide         | 1998 | Commodore 64 | 60%   |
| The Games Machine (UK) | 1990 | Commodore 64 | 59%   |